# Ана Мария Полвороса
Ана Мария Полвороса (на испански: Ana María Polvorosa) е испанска актриса. Става популярна с ролята си на Лорена Гарсия в сериала „Аида“.

## Филми
- Nada Es Para Siempre (2000) (сериал)
- Raquel busca su sitio (2000 – 2001) (сериал)
- Javier ya No Vive Solo (2002 – 2003) (сериал)
- Ana y Los Siete (2004) (сериал)
- Escuela de Seducción (2004)
- Aída (2005 – 2012) (сериал)
- Los Recuerdos de Alicia (2005) (сериал)
- La Gota (2005)
- Atasco en la Nacional (2007)
- Големи лъжи (2009)
- Моята голяма нощ (2015)